# James Graham Cooper
James Graham Cooper (19 de junio de 1830 - 19 de julio de 1902) fue un cirujano y naturalista estadounidense.

## Biografía
Cooper nació en Nueva York. Trabajó en el "Servicio de Geología de California, de 1860 a 1874 junto a Josiah Dwight Whitney, William H. Brewer y Henry N. Bolander. Primeramente fue zoólogo, aunque realizó recolecciones y herborizó significativamente en Botánica, de San Diego a Fort Mohave, Arizona en 1861. Cooper fue un activo miembro de la Academia de Ciencias de California, llegando a ser Director de su Museo.
Obtuvo su título médico en 1851, realizando prácticas en la ciudad de Nueva York hasta 1853. Spencer F. Baird, el secretario asistente del Smithsonian Institution para ese tiempo, ayudó a la obra de Cooper seleccionándolo para realizar estudios para el Ferrocarril Pacific en el Territorio de Washington. Se unió a esos estudios bajo el Capitán George McClellan, como cirujano hasta 1854. En 1855 visita San Francisco y el istmo de Panamá, realizando enormes recolecciones de aves durante esa expedición.
En 1860, retorna al oeste y se une a la "Expedición Blake" yendo de San Luis subiendo por el río Misuri, y entrando a Idaho y a Washington. Además trabajó como cirujano contratado por breves periodos para el Ejército de los Estados Unidos (US Army) y para Josiah Whitney, jefe del "California Geological Survey". Con Baird, escribió un texto sobre las aves de California "Ornithology, V. I, Land Birds" en 1870.
Su matrimonio, de 1866 lo puso en dificultades para balancear sus intereses en historia natural con su vida familiar. Trabajó en San Mateo, Oakland, San Francisco y finalmente se ubicó en 1875 en Hayward. Escribió acerca de sus dificultades en esta carta de 1870.

En este lugar, como en muchos otros, el propósito de la ciencia como un negocio privado es un juego perdido. . . La mayoría de las ‘fuerzas vivas’ de esta ciudad me conocen como un ‘naturalista,’ que también es el título de cualquier taxidermista, y . . . me evitan para emplearme profesionalmente porque me creen taxidermista. Consecuencias . . . mis pacientes se cuentan entre los más pobres e ignorantes, que no saben mucho acerca de mí y pagan mal. . . Mi tiempo está mucho más ocupado ahora en tratar de reunir suficiente dinero para pagar mis gastos. . . Como no soy peor que la mayoría de los naturalistas, no debo quejarme, supongo que, . . . Esperando que usted no pueda bajar a mi condición (el mejor de los deseos), sigo siendo. . .

Su padre William Cooper también fue un naturalista.
- La abreviatura «J.G.Cooper» se emplea para indicar a James Graham Cooper como autoridad en la descripción y clasificación científica de los vegetales.[3]

## Abreviatura (zoología)
La abreviatura Cooper  se emplea para indicar a James Graham Cooper como autoridad en la descripción y taxonomía en zoología.